# Gefahrerhöhung
Die Gefahrerhöhung ist ein Begriff aus dem Versicherungsvertragsrecht.
Sie ist in Deutschland in §§ 23 ff. Versicherungsvertragsgesetz (VVG) geregelt.
Eine Gefahrerhöhung liegt vor, wenn der Eintritt eines Schadens nach Vertragsabschluss dauerhaft erheblich wahrscheinlicher wird oder die Höhe des zu erwartenden Schadens sich erheblich vergrößert, ohne dass der Versicherer dies voraussehen und einkalkulieren konnte.
Dabei ist eine Einzelfallbetrachtung geboten. Es kommt darauf an, dass sich die Risikosituation insgesamt gesehen erhöht hat. Gefahrmindernde Umstände sind den gefahrerhöhenden im Sinne der Gesamtabwägung gegenüberzustellen (Gefahrenkompensation). Eine Gefahrerhöhung liegt erst dann vor, wenn sich die geänderte Gefahrenlage auf einem erhöhten Niveau stabilisiert hat (Dauererfordernis). Die Änderung muss einen neuen Zustand erhöhter Gefahr schaffen, der mindestens von so langer Dauer ist, dass er die Grundlage eines neuen, natürlichen Gefahrenverlaufs bilden kann und damit den Eintritt des Versicherungsfalles generell zu fördern geeignet ist. Die Gefahrerhöhung beginnt mit dem Anfang eines vorprogrammierten Geschehens, in dessen Verlauf es zu einer gefahrerhöhenden Bedrohung kommt.
Der Versicherungsnehmer darf nach Abgabe seiner Vertragserklärung ohne Einwilligung des Versicherers keine Gefahrerhöhung veranlassen, beispielsweise in einen riskanteren Beruf wechseln oder durch einen Dritten zulassen. Eine vom Willen des Versicherungsnehmers unabhängige Gefahrerhöhung hat er dem Versicherer anzuzeigen. Verletzt der Versicherungsnehmer seine Obliegenheiten, kann der Versicherer den Vertrag kündigen, die Prämie erhöhen, einen Risikoausschluss vereinbaren sowie ganz oder teilweise von der Leistung frei sein (§§ 24-26 VVG), um das Gleichgewicht zwischen Prämienaufkommen und Versicherungsleistung aufrechtzuerhalten.
Ähnlich ist die Rechtslage in Österreich und der Schweiz.